# 精靈一點
《精靈一點》（英語：Healthpedia）是香港電台製作的一個節目，逢星期一至五香港時間下午1時至3時於香港電台第一台播出。這個節目每天都會邀請專業醫生，以輕鬆手法介紹醫學知識。口號是：「精靈一點．健康你主場」
該節目由沈達元、方健儀、陳倩揚、程潔明、林詠雯主持，監製是沈達元及程潔明。
2017年9月11日起，首小時的《精靈一點》於港台電視31、31A同步視像直播。

## 主持人變遷
| 主持人        | 主持節目的時期                                                                    |
| ------------- | --------------------------------------------------------------------------------- |
| 邵國華        | 2002年－2015年4月3日，其後為節目內的《邵國華隨想》欄目撰稿，2022年3月19日不幸病逝 |
| 葉韻怡        | 2002年－2005年，後專注主持節目《萬千寵愛》，現間中為請假主持替更                  |
| 李思維        | 2002年－2005年，後調往主持新節目《數字人生》                                      |
| 劉秀盈        | 2004年－2005年，後調任香港電台電視部《警訊》主持                                  |
| 錢佩卿        | 2005年－2006年，後調往主持新節目《月光書情》及《清晨爽利》                        |
| 蔡浩樑        | 2006年－2011年，後離開香港電台，轉投香港數碼電台                                  |
| 張婉君        | 2011年－2013年                                                                    |
| 沈達元        | 2015年4月6日起－；在2013年－2015年期間，每當邵國華請假時便出任代班主持            |
| 蔡敬雯        | ？年－2014年，2014年6月起被調派到香港電台第二台主持《晨光第一線》                 |
| 邱焱          | 2013年－2017年，在方健儀請假時代班                                                |
| 方健儀        | 2015年4月6日起－                                                                  |
| 陳倩揚        | 2017年9月－2022年7月                                                              |
| 程潔明        | 2017年9月起－                                                                     |
| 江卓儀 劉美娟 | 2017年9月－2020年10月                                                             |
| 曹詩敏        | 2018年8月－2018年11月，星期一﹑四擔任電台版主持                                   |
| 呂德琳        | 2019年8月－2019年11月，星期一﹑四擔任電台版主持                                   |
| 林詠雯        | 2020年9月21日起－                                                                 |
| 潘蔚林        | 2023年12月8日起-                                                                  |

## 外部連結
- 香港電台第一：《精靈一點》節目 （页面存档备份，存于）（舊）
- 香港電台第一：《精靈一點》節目 （页面存档备份，存于）
- 《精靈一點‧健康你主場》特備網頁 （页面存档备份，存于）

| 前一節目： 一桶金 | 香港電台第一台節目 星期一至五下午1時至3時 | 下一節目： 港台體壇123 |